# Boštjan Penko
Boštjan Penko, slovenski pravnik in kinolog, * 13. oktober 1961, Ljubljana
Bil je sodnik, direktor vladnega urada za preprečevanje korupcije, državni podsekretar na Ministrstvu za pravosodje in višji državni tožilec. Od leta 2008 dela kot odvetnik.
Leta 2003 je kandidiral za položaj generalnega direktorja policije, leta 2008 pa za položaj sodnika na Evropskem sodišču za človekove pravice v Strasbourgu. Leta 2004 je umaknil kandidaturo za položaj predsednika novoustanovljene Komisije za preprečevanje korupcije.
Sopodpisal je pobudo za pravno ureditev pomoči pri dokončanju življenja. Izbran je bil v deseterico najvplivnejših slovenskih pravnikov leta 2003 v glasovanju spletnega portala družbe IUS Software.

## Pravo
Po diplomi se je 4 semestre dodatno izobraževal na področju kazenskega prava. Med letoma 1987 in 1991 je bil asistent na sodniji. Leta 1991 je postal kazenski sodnik na takratnem Temeljnem sodišču v Ljubljani. Med letoma 1995 in 1999 je bil državni podsekretar na ministrstvu za pravosodje (tam je vodil oddelek za kazensko pravo in mednarodni oddelek), nato pa kazenski sodnik na ljubljanskem okrožnem sodišču.

### Urad za preprečevanje korupcije
Med letoma 2001 in 2004 je bil prvi in zadnji direktor Urada Vlade Republike Slovenije za preprečevanje korupcije, ki je bil pod pristojnostjo predsednika republike Janeza Drnovška in ki je bil deležen očitka, da je v prvem letu svojega delovanja poskrbel le za Penkovo promocijo. Penko naj bi s prenagljenimi javnimi ocenami o prisotnosti korupcije v posamezni zadevi služil le vladajoči politiki.

### Tožilstvo
Leta 2004 je bil imenovan za višjega državnega tožilca na Vrhovnem državnem tožilstvu Republike Slovenije. V zadevi Orion je odstopil od kazenskega pregona. Še kasneje je trdil, da Orion ni goljufal in da so se oškodovanci zavestno spuščali v posle.
Bil je član skupine tožilcev za posebne zadeve in njene naslednice, skupine državnih tožilcev za pregon organiziranega kriminala, ki je začela delovati leta 2006. Izključen je bil februarja 2008 na predlog Barbare Brezigar zaradi napačnega dela in neupoštevanja napotkov za drugačno vodenje zadeve.
Generalna državna tožilka Barbara Brezigar mu je še pred tem izrekla opomin, ker naj bi 5. januarja 2006 v enem izmed ljubljanskih lokalov z nespodobnim vedenjem nadlegoval goste in kršil zakon o prekrških zoper javni red in mir. Penko je trdil, da je v konfliktu z osebjem lokala prišlo do nepotrebnega posega v njegovo osebno integriteto, zato je zahteval, da posreduje policija, ter da ni dobil opomina, ampak je šlo le za pisno in ustno izraženo stališče. V zvezi s tem je Penko uspešno tožil tabloid Direkt Bojana Požarja zaradi žaljivega pisanja.

### Odvetništvo
Zastopal je na primer Natašo Vodušek, veleposlanico v BiH, ki naj bi opita povzročila prometno nesrečo, pediatrinjo Zlatko Kanič, obtoženo malomarne obravnave pacienta, evropskega poslanca Zorana Thalerja, ki je sprejel fiktivno podkupnino britanskih novinarjev pod krinko, prvega moža urada za okolje v Piranu, Klavdija Mallyja, obtoženega zahtevanja podkupnine glede gradbenih dovoljenj, novinarja Vladimirja Voduška, obtoženega izsiljevanja predsednika uprave Uniorja, Marka Jakliča, obtoženega zlorabe položaja in pranja denarja v času vodenja zavarovalnice Vzajemna, poslovneža Rajka Hrvatiča, obtoženega oškodovanja evropskih sredstev, Nella Marconija, obtoženega snovanja ponzijeve sheme in Andreja Lasbaherja, lastnika podjetja Progresija, ki je pred volitvami leta 2008 izdalo 38 številk brezplačnika Slovenski tednik.
Bil je eden od odvetnikov Enverja Sekiraqaja, ko je bil ta v Prištini obsojen na 37 let zapora zaradi spodbujanja k umoru bivšega policaja Triumfa Rize. Bil je omenjen kot izmed odvetnikov v sojenju pripadnikom Osvobodilne vojske Kosova.

#### Sodelovanje z Nino Zidar Klemenčič
Po koncu tožilske kariere je nekaj časa sodeloval z odvetnico Nino Zidar Klemenčič. Kljub uradnim dokumentom ter skupnemu e-naslovu, telefonski številki in strokovnemu vodji pisarne sta zanikala obstoj odvetniške pisarne Zidar Klemenčič & Penko, ki je bil problematičen zaradi njunega zastopanja nasprotnih strani v nekaterih sodnih primerih. Zaradi tega ju je Tomaž Slivnik prijavil na Odvetniško zbornico Slovenije. Njegova pritožba je zastarala. Matjaž Nekrep, oče Bora Nekrepa, ju je prijavil na etično komisijo te zbornice, ki je ugotovila kršitev kodeksa odvetniške poklicne etike.
Zidar Klemenčičeva je Penka zastopala v tožbi proti Direktu.

#### Sodelovanje z Ivanom Zidarjem
Junija 2008 se je večkrat sešel s poslovnežem Ivanom Zidarjem in na koncu meseca so oba aretirali, pri čemer so uporabili zatezne lisice. Decembra istega leta je bil Penko ovaden zaradi suma zlorabe položaja tožilca. Penko je zaradi tega zahteval 1,5 milijona evrov odškodnine. Zanikal je, da bi mu pomagal s svojimi dokumenti kot tožilec, saj naj bi z njim govoril kot s potencialno stranko, ker se je že odpravljal na samostojno odvetniško pot. Dokumente naj bi dobil od Zidarja. Kasneje je Ivana Zidarja zastopal v zadevah Čista lopata, Šentviška čelada in Fiesa.
Po svoji aretaciji je imel Penko tiskovno konferenco, na kateri je jokal in stopil do okna. Zaradi solz je bil deležen posmeha medijev. Mladininega kolumnista Bernarda Nežmaha je zmotilo, da je aretacija Penka in Zidarja postala večji problem od dejstva, da se tožilec vneto sestaja z osumljencem več kaznivih dejanj.
Okrajno in višje sodišče sta zavrnila Penkov obtožni predlog proti vodji tožilcev za pregon organiziranega kriminala Blanki Žgajner zaradi domnevne zlorabe položaja. Penka je zmotilo, da je zahtevala preiskavo zaradi njegovega sestajanja z Zidarjem, ko je bil še tožilec.

## Kinologija
Je član Kinološkega društva Ljubljana in Slovenskega kluba za velike pasme in molose. V začetku 80. let se je začel ukvarjati z vzrejo psov. Na tekmah psov je deloval kot inštruktor, trener, tekmovalec in marker. Kinologijo je postavil na stranski tir na koncu 90. let.
Leta 2013 je neuspešno kandidiral za predsednika Kinološke zveze Slovenije. Bil je podpredsednik te organizacije.

## Zasebno
Je poročen oče dveh odraslih otrok. Živi v Ljubljani. Treniral je šotokan karate.